# Avril 1896

## Événements
- 6 - 15 avril : les premiers Jeux olympiques, organisés par le baron Pierre de Coubertin, ont lieu à Athènes.
- 27 avril : Mackenzie Bowell démissionne de son poste de premier ministre du Canada.
- 30 avril, France : Jules Méline est élu président du Conseil. Républicain convaincu, il forme un cabinet modéré et poursuit une politique favorable aux industriels et aux paysans.

## Naissances
- 1er avril : Jean Tissier, comédien français († 31 mars 1973).
- 10 avril : Jean-Baptiste Piron, général de l'armée belge († 4 septembre 1974).
- 16 avril : 
  - Tristan Tzara, écrivain, poète et essayiste français d'origine roumaine († 25 décembre 1963).
  - Jožka Jabůrková, journaliste et écrivaine d'origine tchécoslovaque († 31 juillet 1942).
- 20 avril : Wilfrid May, as de l'aviation durant la première guerre mondiale.
- 21 avril : Geertruida Wijsmuller-Meijer, Juste parmi les nations, sauveteuse de 10 000 Juifs († 30 août 1978).

## Décès
- 13 avril : Sir John Christian Schultz, sénateur et lieutenant-gouverneur du Manitoba.